# Marmora (Piemont)
Marmora (piemontiul: La Marmo, okcitánul: La Marmou) település Olaszországban, Piemont régióban, Cuneo megyében. Lakosainak száma 54 fő (2023. január 1.). Marmora Canosio, Castelmagno, Celle di Macra, Demonte, Macra, Prazzo, Sambuco és Stroppo községekkel határos.

## Népesség
A település lakossága az elmúlt években az alábbi módon változott:
| Lakosok száma | 62   | 59   | 54   |
|               | 2017 | 2018 | 2023 |